# Hyperolius fusciventris
Espèce
Synonymes
- Rappia burtoni Boulenger, 1883
- Rappia aylmeri Boulenger, 1915
- Hyperolius oeseri Ahl, 1931
- Hyperolius rosaceus Ahl, 1931
- Hyperolius trifasciatus Ahl, 1931
- Hyperolius fusciventris fusciventris Peters, 1876
- Hyperolius fusciventris burtoni (Boulenger, 1883)
- Hyperolius fusciventris lamtoensis Schiøtz, 1967

Statut de conservation UICN

 LC  : Préoccupation mineure
Hyperolius fusciventris est une espèce d'amphibiens de la famille des Hyperoliidae.

## Répartition
Cette espèce se rencontre en Guinée-Bissau, en Guinée, au Sierra Leone, au Liberia, en Côte d'Ivoire, au Ghana, au Togo, au Bénin, au Nigeria et au Cameroun,.

## Publication originale
- Peters, 1876 : Eine zweite Mittheilung über die von Hrn. Professor Dr. R. Buchholz in Westafrica gesammelten Amphibien. Monatsberichte der Königlichen Preussischen Akademie der Wissenschaften zu Berlin, vol. 1876, p. 117-123 (texte intégral).